# Amr (nom)
Amr és un nom masculí àrab (àrab: عمرو, ʿAmr) el significat del qual està vinculat a la idea de «viure (llarg temps)» i «habitar». Si bé Amr és la transcripció normativa en català del nom en àrab clàssic, també se'l pot trobar transcrit 'Amr. Aquest nom també el duen molts musulmans no arabòfons que l'han adaptat a les característiques fòniques i gràfiques de la seva llengua, essent la forma més usual, per a les llengües que usen l'alfabet llatí, Amr.
Vegeu aquí pàgines de la Viquipèdia que comencen per Amr.